# Larry Scott (tennis)
Larry Scott, né le 21 novembre 1964 à New York, est un joueur professionnel puis dirigeant de tennis américain.

## Biographie
Diplômé en histoire européenne de l'université Harvard, Larry Scott a connu une brève carrière de joueur de tennis professionnel étalée de juin 1986 à août 1989.
Il n'a remporté qu'un match en simple sur le circuit principal contre son compatriote Greg Holmes lors du tournoi de Wimbledon 1987. C'est en double qu'il a rencontré ses principaux résultats avec tout d'abord trois titres en catégorie Challenger au Maroc et au Nigéria lors de ses débuts en 1986, puis un autre sur le circuit ATP en 1987, à Newport, aux côtés de Dan Goldie.
Membre du Conseil des Directeurs de l'ATP en 1988, il nommé vice-président du Conseil des Joueurs en août 1989. Il a ensuite occupé d'importantes fonctions managériales au sein de l'ATP en tant que directeur de l'exploitation et comme président d'ATP Properties, une division chargée du management.
Il est président du conseil d'administration et Président de la WTA de 2003 à 2009. Son mandat a été marqué par la mise en place d'une équité des salaires pour les tournois de Roland-Garros et de Wimbledon et plus globalement un accroissement net des revenus générés par le circuit, notamment au niveau du sponsoring grâce au partenariat avec Sony Ericsson. Il a par ailleurs tenté sans succès un rapprochement en termes de gouvernance entre l'ATP Tour et le WTA Tour.
Il devient par la suite délégué général de la Pac-12 puis vice-président de l'Anti-Defamation League.

## Palmarès

### Titre en double messieurs
| No | Date       | Nom et lieu du tournoi                               | Catégorie | Dotation  | Surface      | Partenaire | Finalistes             | Score         |  |
| -- | ---------- | ---------------------------------------------------- | --------- | --------- | ------------ | ---------- | ---------------------- | ------------- |  |
| 1  | 06-07-1987 | Volvo Hall of Fame Tennis Championships Newport (RI) |           | 100 000 $ | Gazon (ext.) | Dan Goldie | Chip Hooper Mike Leach | 1-6, 6-3, 7-5 |  |

### Finale en double messieurs
| No | Date       | Nom et lieu du tournoi | Catégorie | Dotation | Surface         | Vainqueurs                       | Partenaire    | Score    |  |
| -- | ---------- | ---------------------- | --------- | -------- | --------------- | -------------------------------- | ------------- | -------- |  |
| 1  | 23-03-1987 | Open de Lorraine Nancy |           | 89 400 $ | Moquette (int.) | Ramesh Krishnan Claudio Mezzadri | Grant Connell | 6-4, 6-4 |  |

## Parcours en Grand Chelem

### En simple
| Année | Open d'Australie | Open d'Australie | Internationaux de France | Internationaux de France | Wimbledon      | Wimbledon        | US Open | US Open |
| ----- | ---------------- | ---------------- | ------------------------ | ------------------------ | -------------- | ---------------- | ------- | ------- |
| 1987  | —                | —                | —                        | —                        | 2e tour (1/32) | Michiel Schapers | —       | —       |
| 1988  | 1er tour (1/64)  | Roberto Saad     | —                        | —                        | —              | —                | —       | —       |

N.B. : à droite du résultat se trouve le nom de l'ultime adversaire.

### En double
| Année | Open d'Australie           | Open d'Australie    | Internationaux de France   | Internationaux de France | Wimbledon                    | Wimbledon          | US Open                   | US Open                  |
| ----- | -------------------------- | ------------------- | -------------------------- | ------------------------ | ---------------------------- | ------------------ | ------------------------- | ------------------------ |
| 1987  | —                          | —                   | 1er tour (1/32) M. Dickson | B. Gilbert V. Van Patten | 1er tour (1/32) G. Connell   | M. Anger G. Holmes | 2e tour (1/16) R. Acioly  | A. Kohlberg R. Van't Hof |
| 1988  | 1er tour (1/32) Dan Goldie | M. Davis B. Drewett | —                          | —                        | 2e tour (1/16) P. Chamberlin | P. Doohan J. Grabb | 1er tour (1/32) C. Hooper | L. Lavalle A. Moreno     |

N.B. : le nom du ou de la partenaire se trouve sous le résultat ; le nom des ultimes adversaires se trouve à droite.

### En double mixte
| Année | Open d'Australie          | Open d'Australie     | Internationaux de France | Internationaux de France | Wimbledon                     | Wimbledon            | US Open                    | US Open           |
| ----- | ------------------------- | -------------------- | ------------------------ | ------------------------ | ----------------------------- | -------------------- | -------------------------- | ----------------- |
| 1987  | —                         | —                    | —                        | —                        | 3e tour (1/8) H. Ludloff      | N. Provis D. Cahill  | 1er tour (1/16) H. Ludloff | R. Reggi S. Casal |
| 1988  | 1er tour (1/16) B. Potter | C. Tanvier J. Potier | —                        | —                        | 1er tour (1/32) B. Potter     | P. Fendick R. Leach  | —                          | —                 |
| 1989  | —                         | —                    | —                        | —                        | 1er tour (1/32) T. Zambrzycki | B. Nagelsen R. Leach | —                          | —                 |

N.B. : le nom du ou de la partenaire se trouve sous le résultat ; le nom des ultimes adversaires se trouve à droite.